# 1072
| [ Edytuj tabelę ]          |                                                            |
| Książę Polski              | - 1058 Bolesław II Szczodry 1076                           |
| Król Angkoru               | - 1066 Harszawarman III 1080                               |
| Król Anglii                | - 1066 Wilhelm Zdobywca 1087                               |
| Król Aragonii i Nawarry    | - 1063 Sancho Ramírez 1094                                 |
| Hrabia Barcelony           | - 1035 Rajmund Berengar I 1076                             |
| Książę Bawarii             | - 1070 Welf I 1077                                         |
| Książę Burgundii           | - 1032 Robert I 1076                                       |
| Cesarz Bizancjum           | - 1071 Michał VII Dukas 1078                               |
| Cesarz Chin                | - 1067 Song Shenzong 1085                                  |
| Książę Czech               | - 1061 Wratysław II 1092                                   |
| Król Danii                 | - 1047 Swen II Estrydsen 1074                              |
| Władca Egiptu              | - 1036 Al-Mustansir 1094                                   |
| Król Francji               | - 1060 Filip I 1108                                        |
| Król Gruzji                | - 1027 Bagrat IV 1072 - 1072 Jerzy II 1089                 |
| Hrabia Holandii            | - 1061 Dirk V 1091                                         |
| Cesarz Japonii             | - 1068 Go-Sanjō 1072 - 1072 Shirakawa 1086                 |
| Kalif                      | - 1031 Al-Ka’im 1075                                       |
| Król Kastylii              | - 1065 Sancho II Mocny 1072 - 1072 Alfons VI 1109          |
| Wielki książę Kijowa       | - 1069 Izjasław I 1073                                     |
| Patriarcha Konstantynopola | - 1064 Jan VIII Ksifilinos 1075                            |
| Władca Korei               | - 1046 Munjong 1083                                        |
| Władca Maroka              | - 1070 Jusuf ibn Taszfin 1106                              |
| Król Norwegii              | - 1066 Olaf III Pokojowy 1093                              |
| Książę Obodrzyców          | - 1066 Krut 1093                                           |
| Hrabia Palatynatu          | - 1061 Herman II Luksemburski 1085                         |
| Papież                     | - 1061 Aleksander II 1073                                  |
| Książę Saksonii            | - 1059 Ordulf 1072 - 1072 Magnus 1106                      |
| Sułtan Seldżuków           | - 1063 Alp Arslan bin Chaghri 1072 - 1072 Malikszah I 1092 |
| Król Szkocji               | - 1058 Malcolm III 1093                                    |
| Król Szwecji               | - 1070 Hakan Ryży i Inge I Starszy 1080                    |
| Doża Wenecji               | - 1071 Domenico Selvo 1084                                 |
| Król Węgier                | - 1063 Salomon 1074                                        |

Rok 1072 / MLXXII
stulecia: X wiek ~
XI wiek ~
XII wiek

lata: 1062 «
1067 «
1068 «
1069 «
1070 «
1071 «
1072
» 1073
» 1074
» 1075
» 1076
» 1077
» 1082

## Wydarzenia w Polsce
- Biskupem Krakowa został Stanisław ze Szczepanowa.
- wojna polsko-czeska. Bolesław II najeżdża Czechy.

## Wydarzenia na świecie
- 10 stycznia – Normanowie pod wodzą Roberta Guiscarda zdobyli będące pod panowaniem arabskim Palermo.

## Zmarli
- 23 lutego – Piotr Damiani, włoski biskup, święty katolicki, Doktor Kościoła (ur. 1007)
- 22 września – Ouyang Xiu, chiński poeta, pisarz, historyk, polityk (ur. 1007)
- 20 grudnia – Dominik z Silos, hiszpański benedyktyn, święty katolicki (ur. ok. 1000)

- Baiyun Shouduan – chiński mistrz chan (ur. 1025)
- Fori Qisong – mistrz chan, literat i uczony okresu północnej dynastii Song (ur. 1007)